# Università di Friburgo in Brisgovia
L'Università di Friburgo in Brisgovia (in tedesco: Albert-Ludwigs-Universität Freiburg) è un'università pubblica della Germania, della città di Friburgo in Brisgovia, in Baden, fondata nel XV secolo e chiamata Università Albertina, dal nome del suo fondatore Alberto VI d'Asburgo. Nel 1820 il nome venne completato con quello del Granduca di Baden Luigi I, considerato come il secondo fondatore dell'università, che venne pertanto chiamata Albert-Ludwigs-Universität.